# Santiago Herrero (motociclista)
Santiago Herrero Ruiz (Madrid, 2 maggio 1942 – Douglas, 10 giugno 1970) è stato un pilota motociclistico spagnolo.

## Carriera
Nel 1967 e nel 1968 vince il campionato spagnolo nella classe 250.
Fra il 1968 e il 1970 corre nel motomondiale, nelle classi 50 e 250. Ha corso a bordo di OSSA e Derbi. Ha ottenuto in tutto quattro vittorie, due secondi posti e tre terzi posti e il suo miglior piazzamento finale è stato il 3º posto ottenuto in 250 nel 1969.
L'8 giugno 1970, al Tourist Trophy, dopo essere caduto una prima volta al 3º giro, riparte, ma due giri dopo cade nuovamente, colpendo Stan Woods. Si è pensato che l'incidente fosse dovuto a del catrame fuso a causa del caldo. Trasportato all'ospedale di Douglas, muore due giorni dopo, il 10 giugno 1970.

## Risultati nel motomondiale

### Classe 50
| 1969 | Classe | Moto  |  |  |  |    |   |   |   |  |  |  |  |  |  | Punti | Pos. |
| ---- | ------ | ----- |  |  |  | -- | - | - | - |  |  |  |  |  |  | ----- | ---- |
| 1969 | 50     | Derbi |  |  |  | NE | 7 | 2 | 2 |  |  |  |  |  |  | 28    | 7º   |

| Legenda | 1º posto        | 2º posto            | 3º posto            | A punti      | Senza punti        | Grassetto – Pole position Corsivo – Giro più veloce |
| Legenda | Gara non valida | Non qual./Non part. | Ritirato/Non class. | Squalificato | '-' Dato non disp. | Grassetto – Pole position Corsivo – Giro più veloce |

### Classe 125
| 1966 | Classe | Moto     |     |   |    |   |    |   |   |   |   |   |   |  |  | Punti | Pos. |
| ---- | ------ | -------- | --- | - | -- | - | -- | - | - | - | - | - | - |  |  | ----- | ---- |
| 1966 | 125    | Lube-NSU | Rit | - | NE | - | NE | - | - | - | - | - | - |  |  | 0     |      |

| Legenda | 1º posto        | 2º posto            | 3º posto            | A punti      | Senza punti        | Grassetto – Pole position Corsivo – Giro più veloce |
| Legenda | Gara non valida | Non qual./Non part. | Ritirato/Non class. | Squalificato | '-' Dato non disp. | Grassetto – Pole position Corsivo – Giro più veloce |

### Classe 250
| 1966 | Classe | Moto     |     |   |   |   |   |   |   |   |   |   |   |   |  | Punti | Pos. |
| ---- | ------ | -------- | --- | - | - | - | - | - | - | - | - | - | - | - |  | ----- | ---- |
| 1966 | 250    | Lube-NSU | Rit | - | - | - | - | - | - | - | - | - | - | - |  | 0     |      |

| 1967 | Classe | Moto |     |   |   |   |   |   |   |   |   |   |   |   |   | Punti | Pos. |
| ---- | ------ | ---- | --- | - | - | - | - | - | - | - | - | - | - | - | - | ----- | ---- |
| 1967 | 250    | OSSA | Rit | - | - | - | - | - | - | - | - | - | - | - | - | 0     |      |

| 1968 | Classe | Moto |   |  |  |   |   |  |  |  |  |   |  |  |  | Punti | Pos. |
| ---- | ------ | ---- | - |  |  | - | - |  |  |  |  | - |  |  |  | ----- | ---- |
| 1968 | 250    | OSSA | 6 |  |  | 6 | 5 |  |  |  |  | 3 |  |  |  | 8     | 7º   |

| 1969 | Classe | Moto |   |  |   |   |   |   |   |  |   |  |   |  |  | Punti | Pos. |
| ---- | ------ | ---- | - |  | - | - | - | - | - |  | - |  | - |  |  | ----- | ---- |
| 1969 | 250    | OSSA | 1 |  | 1 | 3 | 3 | 1 | 2 |  | 6 |  | 5 |  |  | 83    | 3º   |

| 1970 | Classe | Moto |  |   |   |     |  |  |  |  |  |  |  |  |  | Punti | Pos. |
| ---- | ------ | ---- |  | - | - | --- |  |  |  |  |  |  |  |  |  | ----- | ---- |
| 1970 | 250    | OSSA |  | 2 | 1 | Rit |  |  |  |  |  |  |  |  |  | 27    | 8º   |

| Legenda | 1º posto        | 2º posto            | 3º posto            | A punti      | Senza punti        | Grassetto – Pole position Corsivo – Giro più veloce |
| Legenda | Gara non valida | Non qual./Non part. | Ritirato/Non class. | Squalificato | '-' Dato non disp. | Grassetto – Pole position Corsivo – Giro più veloce |